# Gautas

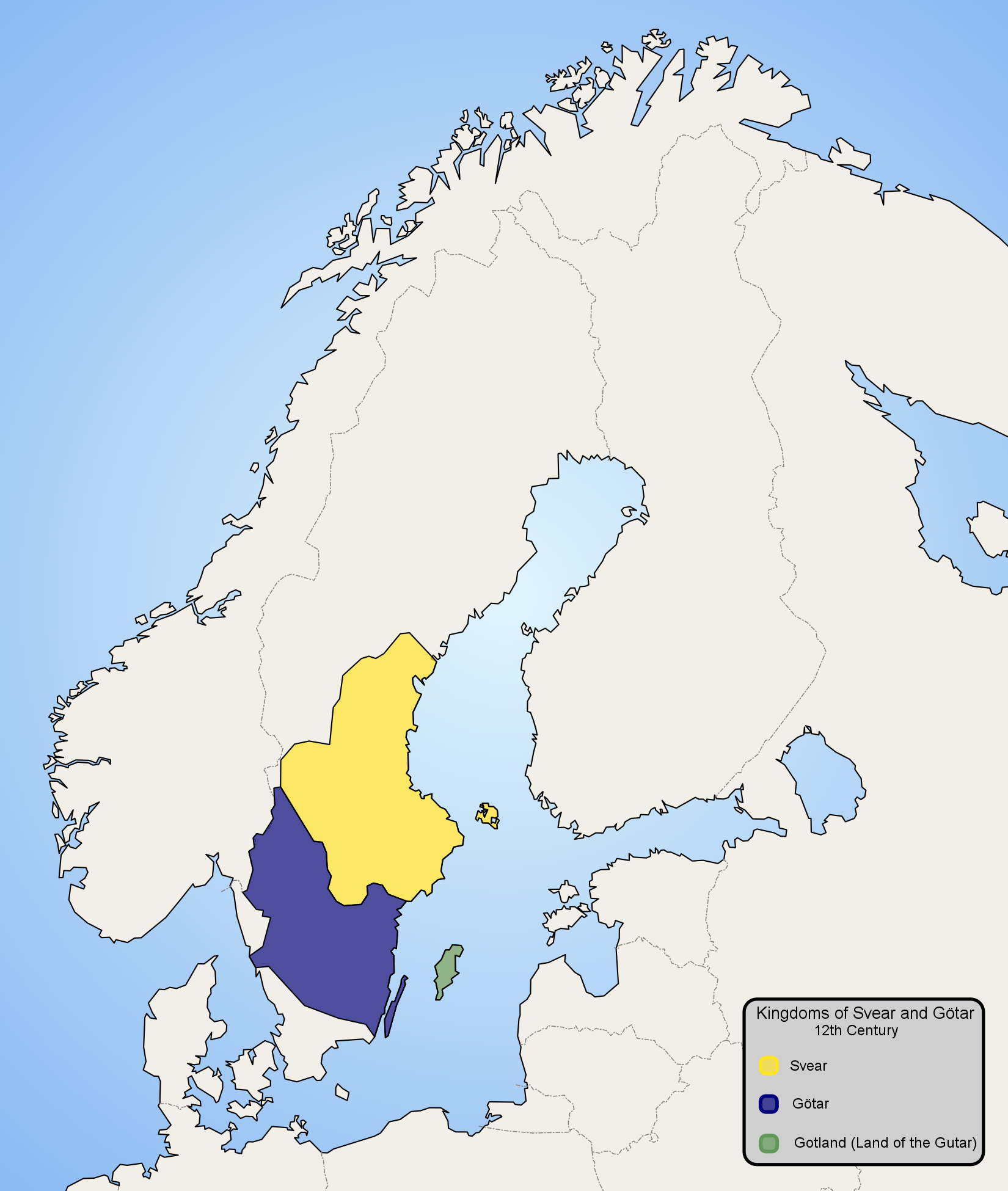
A Suécia no século XII
Gautas (Götar)
Suíones (Svear)
Gutas (Gutar)

Os Gautas ou Gotas (em sueco: Götar ou Göter; [ˈjøːtar]; em nórdico antigo: Gautar; em germânico comum: gautoz*) foram uma tribo germânica, composta por uma amálgama de grupos e clãs com diversos líderes, que habitou parte da atual Gotalândia, na Suécia. Tinham como base territorial a bacia do rio Gota e as férteis planícies da Gotalândia Ocidental junto aos grandes lagos Veter e Vener, de onde teriam expandido para a Gotalândia Oriental, Dalslândia e Varmlândia. Foi na Gotalândia que se desenvolveram inicialmente as instituições monárquicas, clericais e administrativas da futura Suécia.

## O nome
A historiografia moderna sueca vê o termo proto-histórico Götar como uma designação dos antigos habitantes das províncias históricas suecas da Västergötland e da Östergötland, e até mesmo da Dalsland e da Värmland. Mais do que um povo, no sentido moderno do termo, dispondo de identidade étnica, língua e território comuns, o termo pode indicar grupos populacionais dispersos na região à volta do rio Gota, organizados em clãs com relações de soberania baseadas em fidelidade e sujeição aos "grandes senhores". Os nomes götar, göter, gautar, gutar e goter podem ter uma raiz comum germânica, significando "os homens". Como comparação, o nome do outro povo da Suécia - os Svear - poderiam significar inicialmente "os próprios".
Nos tempos medievais, göt-göte-göta podia designar alguém ou algo com uma conotação à tribo dos götar ou alguém ou algo da Gotalândia. Um rei gauta (götakung) podia ser um rei conotado à tribo dos gautas ou um rei com base na Gotalândia. Por ex.: Siggeir (rei lendário da Gotalândia na Saga dos Volsungos) e Gizur (rei lendário da Gotalândia na Saga de Hervör). Nos tempos modernos, göt-göte-göta é usado para designar algo com ligação à Gotalândia ou até a toda a Suécia. Por ex.: Göta hovrätt (tribunal de apelação da maior parte da Gotlândia), Göta kanal (canal através da Gotalândia), Göta livgarde (antigo regimento de infantaria sediado em Estocolmo), Göta artilleriregemente (antigo regimento de artilharia em Gotemburgo).

### Gautas e Godos
Apesar da semelhança das palavras, não há motivos históricos comprovados para associar os Gautas da Suécia aos Godos da Europa Continental (em gótico:  Gut-þiuda). Um ou outro grupo da Escandinávia pode ter feito parte dos exércitos dos godos, mas que os godos como povo ou "comunidade de povos" tivesse uma origem na Escandinávia parece ser uma ideia sem suficiente fundamento histórico. 
Por consequência, não há evidência histórica, arqueológica ou linguística que sustente a lenda dos "Godos da Escandinávia". Há todavia um mito de origem cultivado desde a Idade Média até ao século XIX, desenvolvido pelo movimento cultural patriótico do Goticismo, segundo o qual os Godos seriam originários da região histórica da Gotalândia e da ilha da Gotlândia.

### Gautas e Geatas
Igualmente, foi objeto de mito a biografia fantasiosa do lendário rei Beovulfo, protagonista do poema anglo-saxão homônimo. Nesta obra de ficção, Beovulfo é apresentado como membro da tribo dos Geatas (em inglês antigo: Geátas), um povo de marinheiros, de difícil identificação, fazendo lembrar os Jutos da Dinamarca, os Gutas da ilha da Gotlândia, ou os olandeses da ilha da Olândia, mas não os continentais Gautas da Gotalândia na Suécia.
Diferentes teorias propõem que estes Geatas poderiam ter sido os Jutos (ou mesmo os Danos) da Dinamarca, os Gautas da Gotalândia na Suécia (tanto Gotas Ocidentais - Västgötas, como Gotas Orientais - Östgötas), os Gutas da ilha da Gotlândia, os olandeses da ilha da Olândia, ou até mesmo os Getas da Europa Oriental. Não há uma resposta a esta questão, mas não seria impossível que o autor inglês, não conhecendo muito bem a geografia e os povos da Escandinávia, tivesse criado um personagem, de um povo inventado, numa região inventada, embora com bastantes semelhanças com a Escandinávia.

### Os Gautas, os Suíones e a Suécia
O significado dos termos gautas e suíones (götar e svear) variou através dos tempos e das fontes referenciais. Tanto podiam designar vagamente comunidades étnicas e linguísticas, como clãs de líderes dominantes, como ainda todos os habitantes daquilo que mais tarde recebeu o nome de Suécia. Igualmente, está rodeado de incertezas o relacionamento destes grupos com os termos usados por viajantes e cronistas estrangeiros. O cenário desta épocas era protagonizado por uma série de pequenos reinos, com autonomias e dependências variadas, evoluindo à mercê de poderios e alianças militares variáveis e instáveis.
Não se sabe como foi o processo de unificação entre os suíones e os gautas, pois não há documentos contemporâneos e as fontes históricas existentes são tardias e estrangeiras. Antigamente pensava-se que o processo tinha sido violento, caracterizado por hostilidades entre os dois povos. Hoje em dia, os historiadores inclinam-se para uma integração fundamentalmente pacífica, com um ou outro conflito armado, mas principalmente através de relações comerciais e casamentos, e através da introdução do cristianismo e da cultura medieval europeia na região.
Quando e como teve lugar a fundação do estado sueco, quem foi o primeiro rei, são duas perguntas sem resposta definitiva, embora haja opiniões e conjeturas mais ou menos fundamentadas.

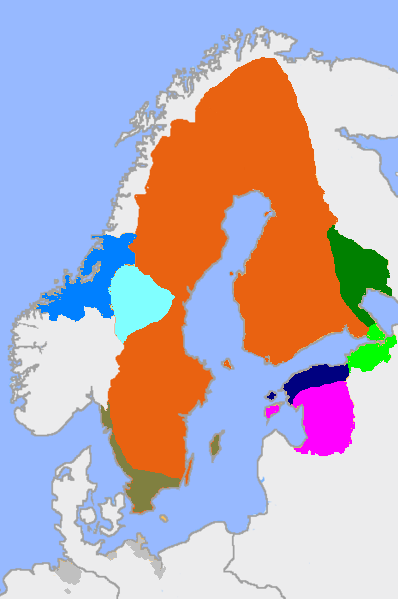
A Suécia após o Tratado de Rosquilda, 1658.
Suécia
Condado de Kexholm
Íngria
Estônia sueca
Livônia
Domínios alemães
Escânia, Gotlândia, Condado de Bohus
Trontêmio
Herdália

## História